# Stiftung Deutsches Meeresmuseum
Die Stiftung Deutsches Meeresmuseum in Stralsund ist eine im Jahr 1994 gegründete Stiftung mit dem Zweck der Förderung von Kultur, Wissenschaft und Forschung sowie des Betriebs des Deutschen Meeresmuseums als allgemeinbildende, wissenschaftliche, kulturelle, gemeinnützige und gesamtstaatlich repräsentative Einrichtung.

## Standorte
Die Stiftung Deutsches Meeresmuseum betreibt vier Standorte, davon drei in Stralsund, nämlich das Meeresmuseum Stralsund, das Nautineum Dänholm und das Ozeaneum Stralsund. Ein vierter Standort ist das Natureum Darßer Ort.

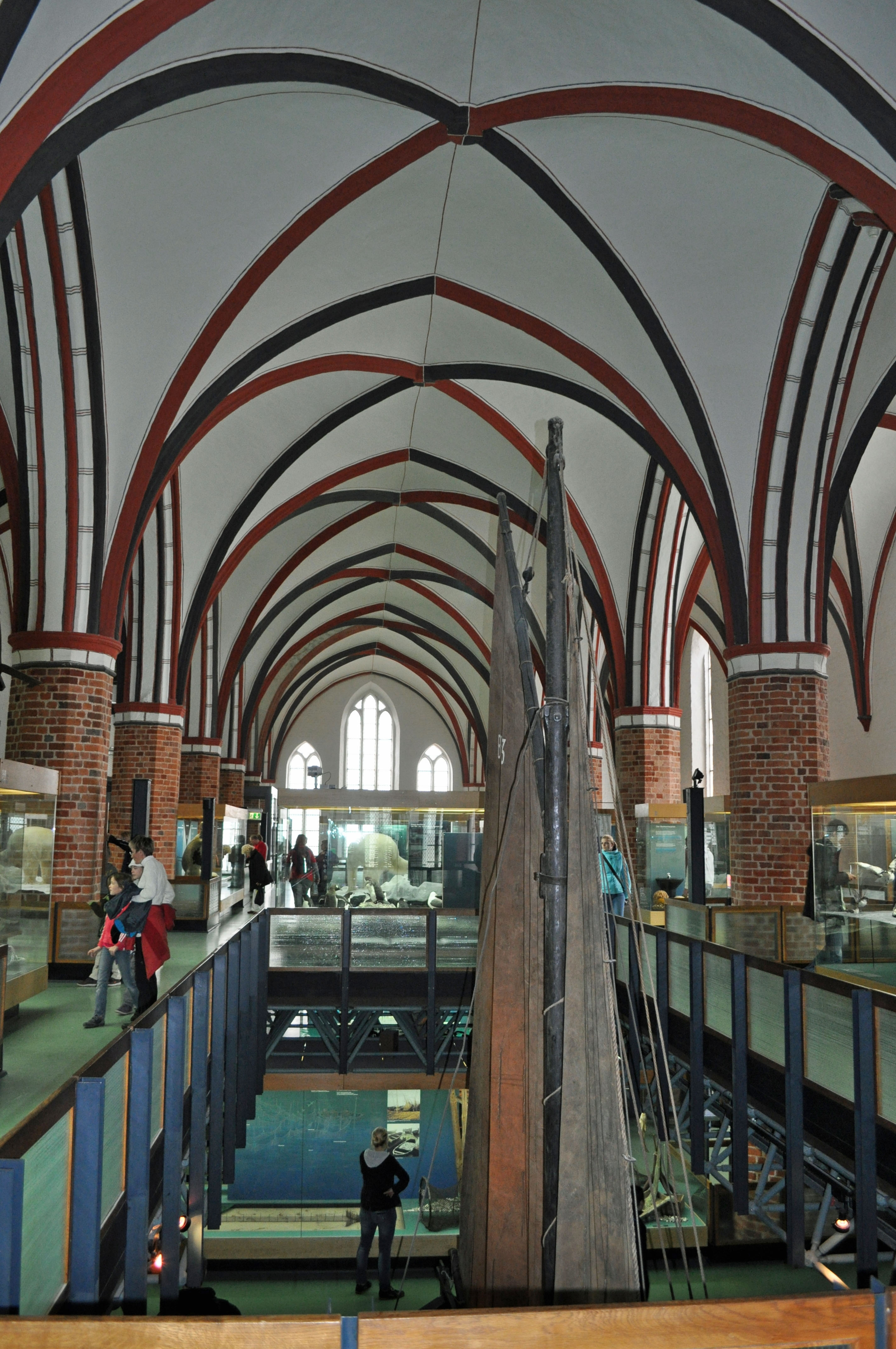
Das Meeresmuseum ist das Haupthaus der Stiftung Deutsches Meeresmuseum. Es besteht seit 1951 im Stralsunder Katharinenkloster. In den Aquarien wird u. a. die tropische Meereswelt gezeigt.
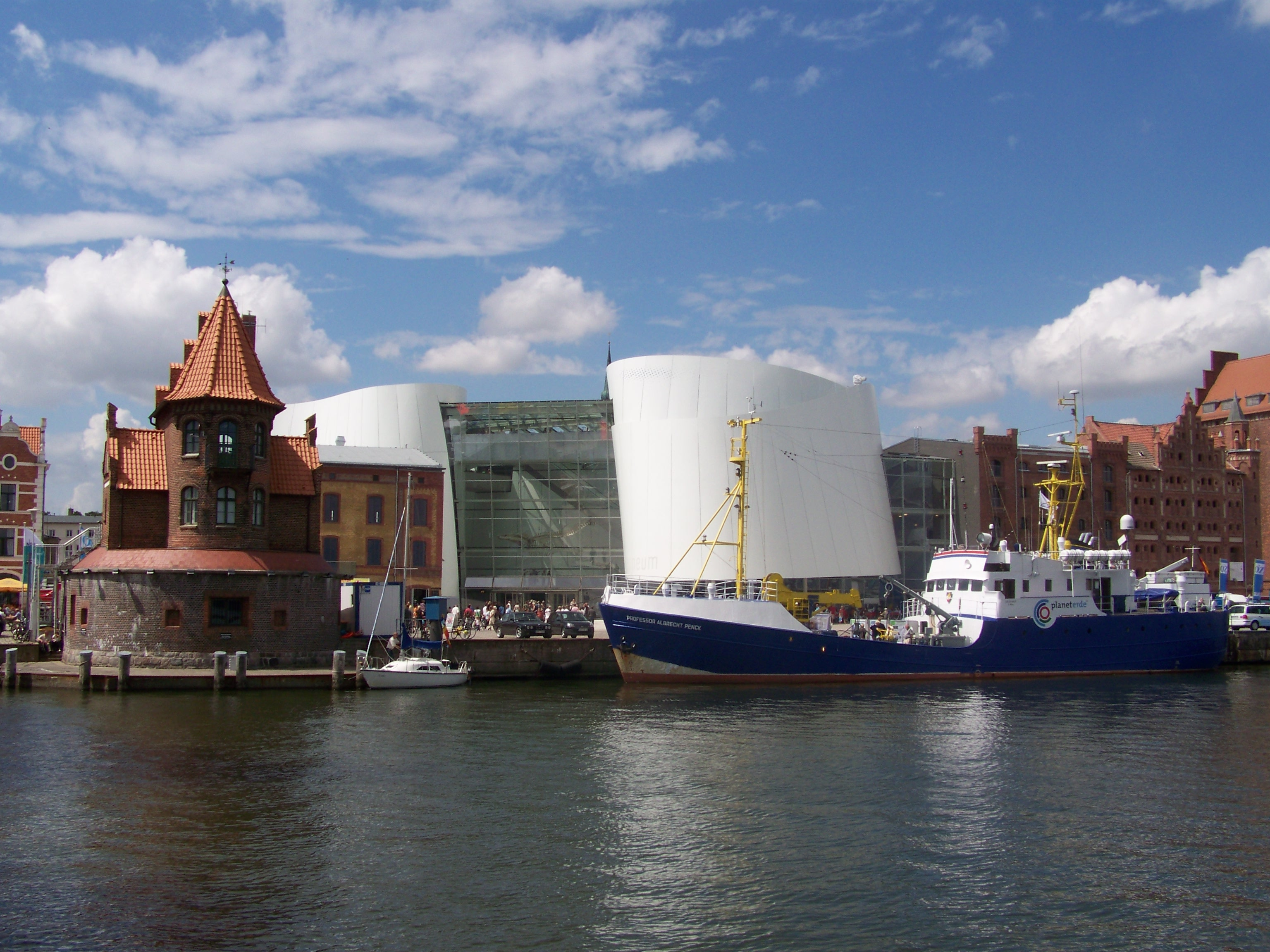
Das Ozeaneum im Stralsunder Stadthafen ist seit Juli 2008 ein Standort des Meeresmuseums. In dem modernen Bau wird vor allem die Meereswelt von Ostsee, Nordsee und Nordatlantik präsentiert.
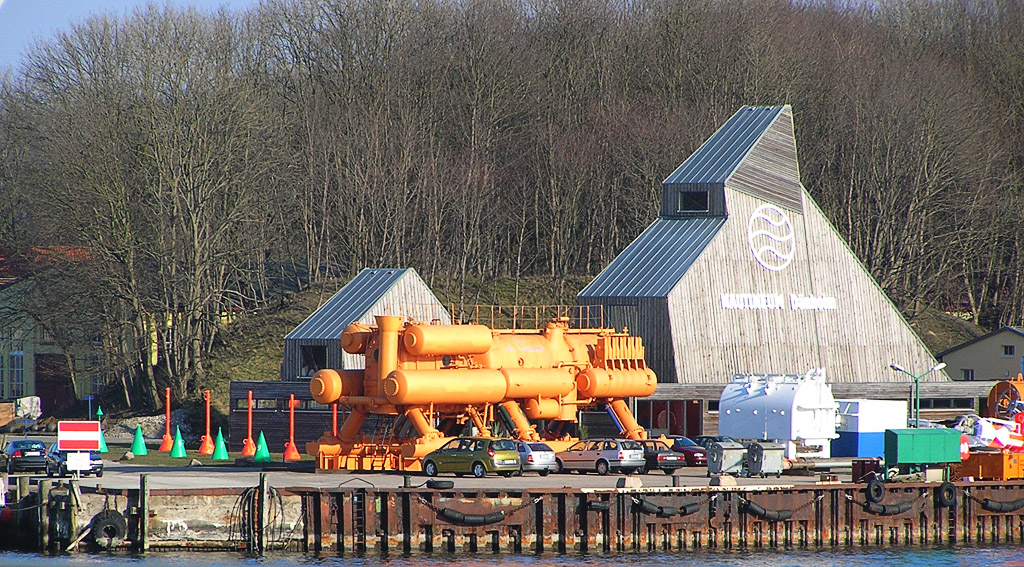
Das Nautineum auf der Stralsunder Insel Dänholm wurde 1999 eröffnet. Es zeigt u. a. Ausstellungen zur maritimen Forschung und Meeresraumbewirtschaftung.
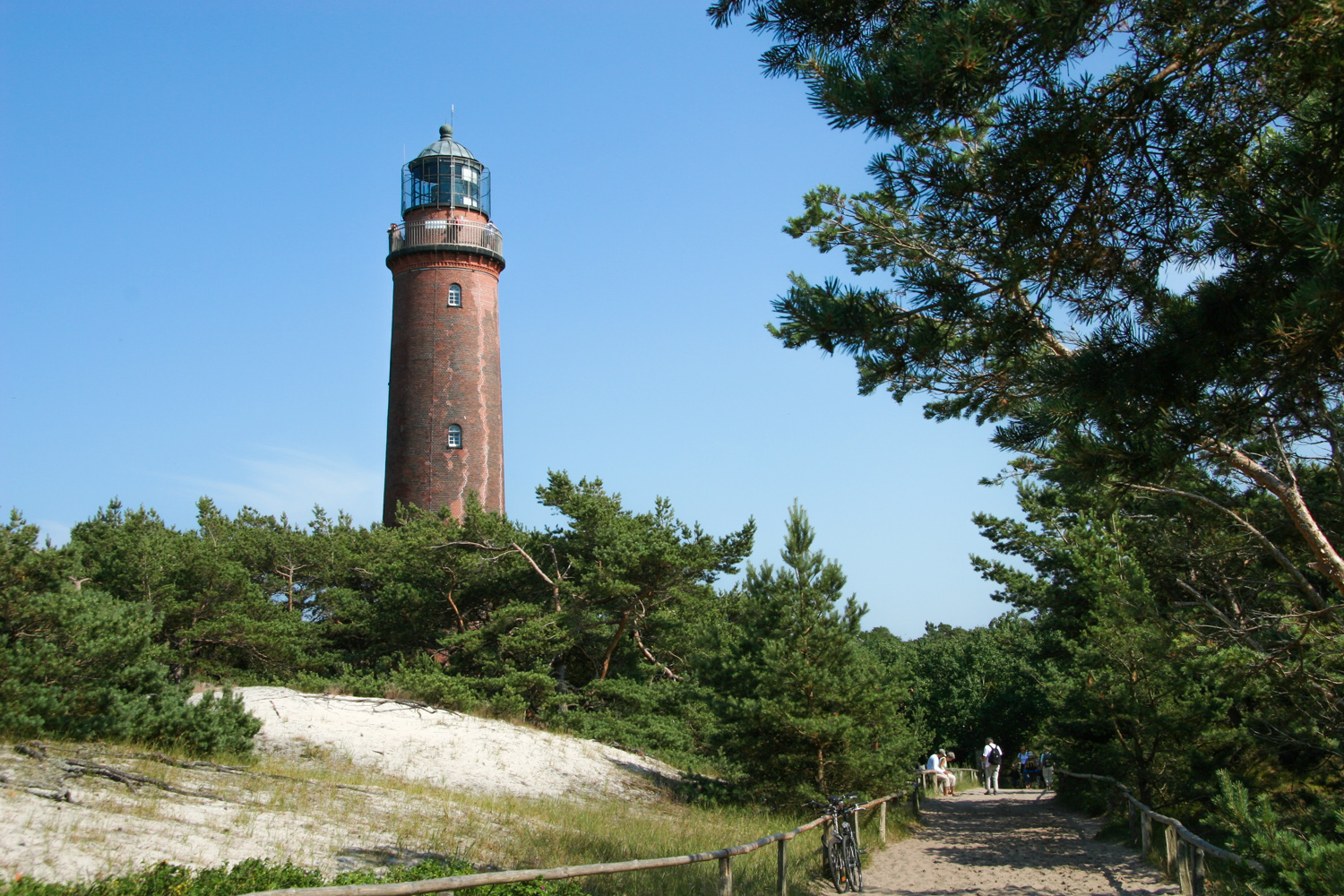
Das Natureum mit dem Leuchtturm auf der Halbinsel Darß besteht seit 1991. Gezeigt wird vor allem die Lebenswelt des Nationalparks Vorpommersche Boddenlandschaft.

## Geschichte
Die Stiftung ist Rechtsnachfolgerin des Museums für Meereskunde und Fischerei der DDR in Stralsund, des heutigen Deutschen Meeresmuseums.
Erster Stifter ist die Stadt Stralsund, zweiter Stifter der Förderverein Deutsches Meeresmuseum e. V. in Stralsund. Direktoren der Stiftung sind Harald Benke und Andreas Tanschus.

## Bibliothek

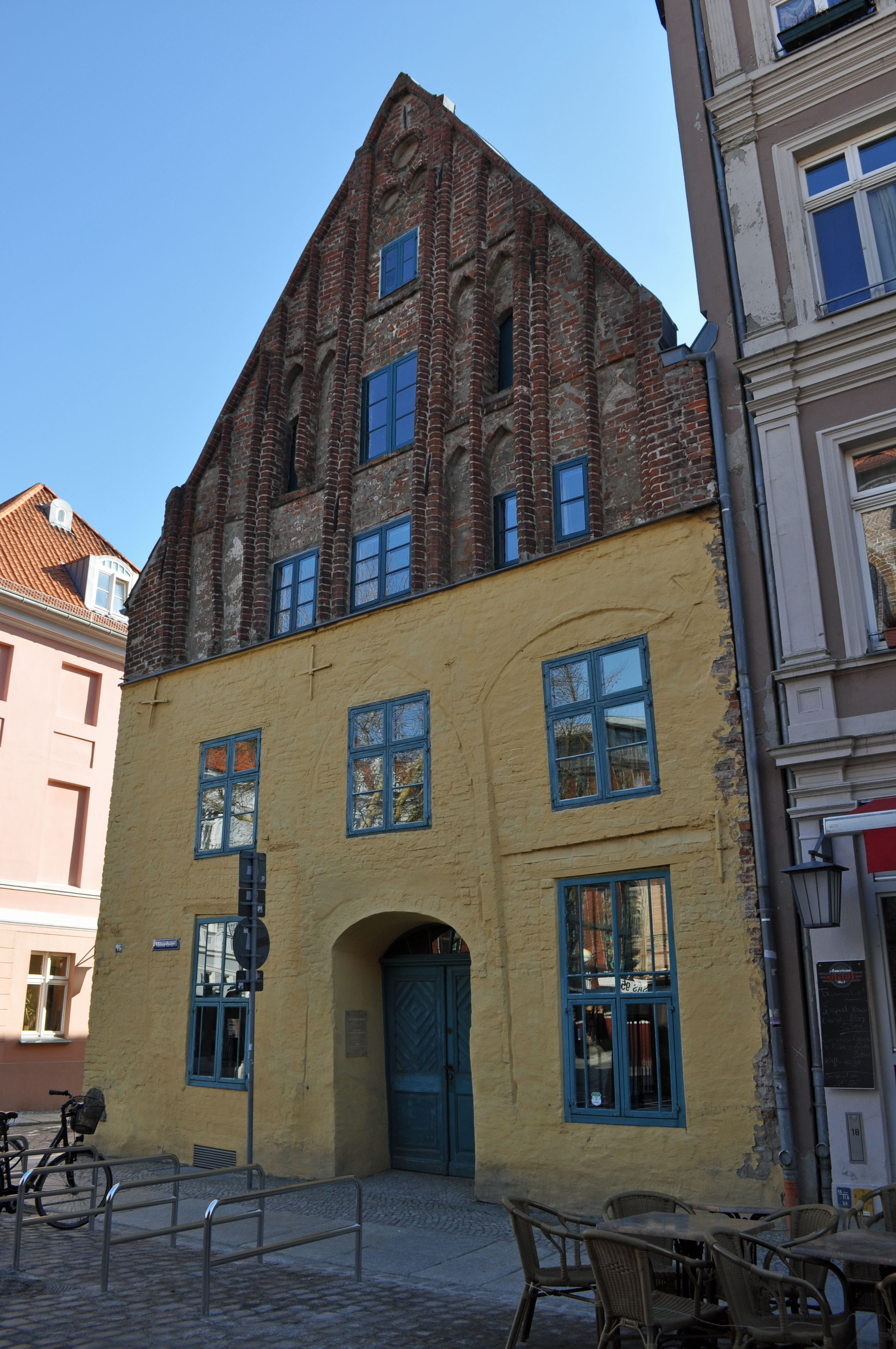
„Burmeister-Haus“ in der Mönchstraße, Sitz der Bibliothek der Stiftung

Die Stiftung Deutsches Meeresmuseum unterhält seit 1959 eine naturkundliche Fachbibliothek (Schwerpunkt: Marine Biologie). Der Bestand von 30.000 Titeln wird seit Mai 1994 im zu Ehren des Stralsunder Naturforschers Hermann Burmeister benannten „Burmeister-Haus“ in der Mönchstraße geführt.

## Mitgliedschaften
Die Stiftung Deutsches Meeresmuseum ist Mitglied der Arbeitsgemeinschaft Meereskundlicher Bibliotheken, der Deutschen Allianz Meeresforschung, der Deutschen Malakozoologischen Gesellschaft, der Deutschen Zoologischen Gesellschaft, der European Cetacean Society, der Gesellschaft für Biologische Systematik, der Interessengemeinschaft der Tiergärten in Mecklenburg-Vorpommern, der Konferenz Nationaler Kultureinrichtungen sowie des Bundesverbandes Deutscher Stiftungen, des Deutschen Bibliotheksverbandes, des Landesverbandes Mecklenburg-Vorpommern im Deutschen Bibliotheksverband, des Deutschen Museumsbundes, des Konsortiums Deutsche Meeresforschung, des Museumsverbandes Mecklenburg-Vorpommern, des Nautischen Vereins zu Stralsund und des Verbandes der Zoologischen Gärten.

## Publikationen
Die Jahrbücher der Stiftung Deutsches Meeresmuseum sind Informationen der Stiftung Deutsches Meeresmuseum über die Aktivitäten und Ereignisse der jeweiligen Jahre sowie über Arbeitsfelder der Stiftung in Form von Zweijahresberichten.
- Band 1: Jahrbuch 2015/2016
- Band 2: Jahrbuch 2017/2018
- Band 3: Jahrbuch 2019/2020

## Partner
Partner der Stiftung sind (Stand 2020): Bingo! Die Umweltlotterie, Deutsche Allianz Meeresforschung, Deutsche Bundesstiftung Umwelt, Europäischer Fonds für regionale Entwicklung in M-V, Förderverein Deutsches Meeresmuseum e. V., Forschungsstiftung Ostsee, Greenpeace e. V., Konferenz Nationaler Kultureinrichtungen, Konsortium Deutsche Meeresforschung, museum4punkt0 – Digitale Strategien für das Museum der Zukunft, NABU, Sparkasse, Sparkasse Vorpommern, WWF.